# Герої Жванецької громади

## Герої Жванецької громади
| Населений пункт     | Прізвище, ім'я, по батькові                   | Відзнаки                                                                                                |
| ------------------- | --------------------------------------------- | --- |
| с. Вітківці         | Боднаренко Руслан Олександрович               | |
| с. Вітківці         | Васильчук Сергій Степанович                   | «За мужність» ІІІ ст. (посмертно)                                                                       |
| с. Вітківці         | Іванюк Сергій Васильович                      | |
| с. Гаврилівці       | Боршуляк Олександр Володимирович              | орден «Золота Зірка» (посмертно)                                                                        |
| с. Гаврилівці       | Васільцов Віталій Валерійович                 | орден «Золота Зірка» (посмертно)                                                                        |
| с. Гаврилівці       | Самарджієв Олександр Варламович               | «За мужність» ІІІ ст. (посмертно)                                                                       |
| с. Гринчук          | Слободя́н Едуард Геннадійович                  | «За мужність» ІІІ ст. (посмертно)                                                                       |
| с. Гринчук          | Хміль Олег Володимирович                      | |
| с. Кізя-Кудринецька | Коровін Віталій Павлович                      | |
| с. Кудринці         | Тимків Іван Михайлович                        | |
| с. Ластівці         | Розум’як Вадим Андрійович                     | |
| с. Ластівці         | Семенюк Олександр Григорович                  | «За мужність» ІІІ ст. (посмертно)                                                                       |
| с. Ластівці         | Федонюк Володимир Володимирович               | |
| с. Малинівці        | Войт Олександр Олександрович                  | |
| с. Жванець          | Бесединський Володимир Миколайович            | |
| с. Жванець          | Васильчук Сергій Степанович                   | «За мужність» ІІІ ст. (посмертно)                                                                       |
| с. Жванець          | Карпяк Василь Петрович                        | |
| с. Жванець          | Кириченко Олександр Сергійович                | «За мужність» ІІІ ст. (посмертно)                                                                       |
| с. Жванець          | Павлуцький Сергій Валерійович                 | |
| с. Завалля          | Балан Олександр Петрович                      | «За мужність» ІІІ ст. (посмертно)                                                                       |
| с. Завалля          | Васильчук Сергій Степанович                   | «За мужність» ІІ ст. «За мужність» ІІІ ст. Нагрудний знак «За військову доблесть» Медаль «За поранення» |
| с. Руда             | Гусаков Юрій Геннадійович                     | |
| с. Руда             | Квасний Захар Андрійович                      | «За мужність» ІІІ ст. (посмертно)                                                                       |
| с. Руда             | Коваль Олександр Іванович                     | |
| с. Руда             | Маслянко (Сковородніков) Леонід Олександрович | |
| с. Руда             | Тіщенко Сергій Олександрович                  | |
| с. Цвіклівці Перші  | Корнєєв Анатолій Петрович                     | орден «Золота Зірка» (посмертно)                                                                        |
| с. Цвіклівці Перші  | Латюк Артем Володимирович                     | «За мужність» ІІІ ст. Відзнака «За взірцевість у військовій службі» Медаль «Учасник військового параду» |
| с. Цвіклівці Перші  | Шушков Олександр Валерійович                  | |

## Балан Олександр Петрович

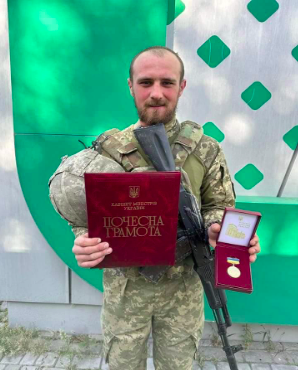
Балан Олександр Петрович

Балан Олександр Петрович (20 червня 2000, с. Завалля Кам’янець-Подільського району Хмельницької області — 11 грудня 2023, Донецька область) — український військовослужбовець, учасник російсько-української війни.
Народився 20 червня 2000 року в селі Завалля Кам’янець-Подільського району Хмельницької області, де здобув середню освіту. Після закінчення школи вступив у ПТУ №14 у місті Кам’янець-Подільський, де отримав професію електрика. Проходив строкову службу у Збройних силах України.  
З початком повномасштабної війни пішов захищати рідний край. Служив за контрактом у 10-й гірсько-штурмовій бригаді, був командиром відділення.  
Нагороджений «Почесною грамотою Кабінету Міністрів України» та представлений командуванням військової частини, де проходив службу, до нагородження орденом «За мужність» III ступеня (посмертно).  
Загинув 11 грудня 2023 року під час виконання бойового завдання на Бахмутському напрямку Донецької області.  

## Бесединський Володимир Миколайович

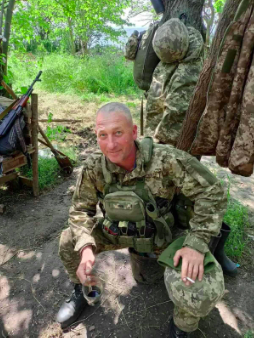
Бесединський Володимир Миколайович

Бесединський Володимир Миколайович (29 червня 1972, с. Жванець Кам’янець-Подільського району Хмельницької області — 7 червня 2023, с. Вищетарасівка Запорізької області) — український військовослужбовець, учасник російсько-української війни.
Народився 29 червня 1972 року в селі Жванець Кам’янець-Подільського району Хмельницької області. Навчався у місцевій школі. Після її закінчення проходив строкову службу в армії.  
Старший солдат, стрілець-санітар Збройних сил України.  
Загинув 7 червня 2023 року під час виконання бойового завдання на Запорізькому напрямку поблизу села Вищетарасівка Запорізької області.  
Був одружений, мав сина та доньку.  
Похований у селі Жванець Кам’янець-Подільського району Хмельницької області. 

## Боднаренко Руслан Олександрович

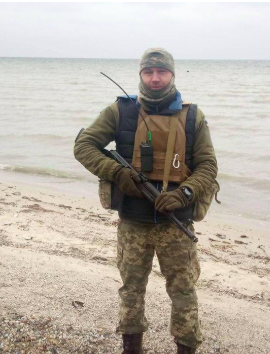
Боднаренко Руслан Олександрович

Боднаренко Руслан Олександрович (7 лютого 1983, с. Вітківці Кам’янець-Подільського району Хмельницької області — 21 грудня 2022, с. Опитне Донецької області) — український військовослужбовець, учасник російсько-української війни.
Народився 7 лютого 1983 року в селі Вітківці Кам’янець-Подільського району Хмельницької області, де закінчив початкову школу. Середню освіту здобув у селі Вигода Тернопільської області. Після школи проходив строкову службу в армії, після повернення працював будівельником.  
Був одружений з Боднаренко Ольгою Володимирівною. Разом виховували сина Артема. Родина проживала у місті Кам’янець-Подільський. У рідному селі залишилася мати.  
Загинув 21 грудня 2022 року під час виконання бойового завдання поблизу села Опитне на Бахмутському напрямку Донецької області.  

## Боршуляк Олександр Володимирович

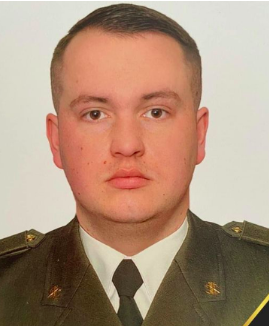
Боршуляк Олександр Володимирович

Боршуляк Олександр Володимирович (26 листопада 1999, с. Гаврилівці Кам’янець-Подільського району Хмельницької області — 4 липня 2023, поблизу с. Іванівське Бахмутського району Донецької області) — український військовослужбовець, лейтенант, командир інженерно-саперного взводу в/ч А3479, учасник російсько-української війни, Герой України (посмертно).
Народився 26 листопада 1999 року в селі Гаврилівці Кам’янець-Подільського району Хмельницької області. Навчався у Гавриловецькій ЗОШ ім. Васільцова Віталія Валерійовича (Героя «Небесної сотні»), у військовому ліцеї м. Кам’янець-Подільський та в Кам’янець-Подільському національному університеті імені Івана Огієнка, де здобув освіту за спеціальністю «Історія і право».  
Лейтенант, командир інженерно-саперного взводу інженерно-саперної роти в/ч А3479.  
Загинув 4 липня 2023 року під час безпосередньої участі у бойових діях поблизу населеного пункту Іванівське Бахмутського району Донецької області, внаслідок вибуху та осколкових поранень.  
Похований у селі Гаврилівці Кам’янець-Подільського району Хмельницької області.  
Указом Президента України йому присвоєно звання Герой України з удостоєнням ордена «Золота Зірка» (посмертно).  
Був неодружений.  
Батько — Боршуляк Володимир Володимирович (нар. 1974), мати — Боршуляк Галина Василівна (нар. 1979).

## Васильчук Сергій Степанович

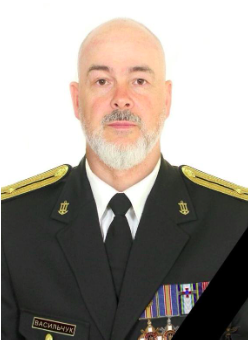
Васильчук Сергій Степанович

Васильчук Сергій Степанович (31 травня 1968, с. Завалля Кам’янець-Подільського району Хмельницької області — 12 січня 2023, с. Діброва Луганської області) — український військовослужбовець, учасник російсько-української війни, нагороджений орденами «За мужність» ІІ та ІІІ ступенів (посмертно).
Народився 31 травня 1968 року в селі Завалля Кам’янець-Подільського району Хмельницької області, де закінчив середню школу. Після її завершення проходив строкову службу в армії. Працював у колгоспі.  
У 1989 році вступив до Київського геолого-розвідувального технікуму. Після здобуття освіти залишився жити й працювати у місті Києві.  
З 2014 року брав участь у бойових діях у складі Збройних сил України.  
Нагороджений орденами «За мужність» ІІ та ІІІ ступенів, відомчою медаллю «За мужність при виконанні бойових спецзавдань», а також медаллю «За поранення» (важке).  
Помер 12 січня 2023 року від смертельного поранення, отриманого 15 листопада 2022 року під час боїв поблизу села Діброва Луганської області.  
Був одружений із Васильчук Лідією Михайлівною, виховував двох доньок — Анастасію та Юлію.  

## Васільцов Віталій Валерійович

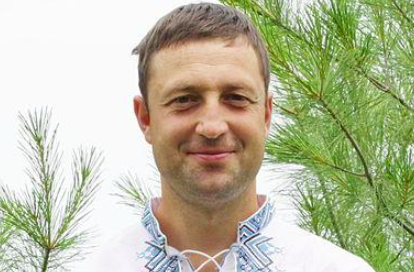
Васільцов Віталій Валерійович

Васільцов Віталій Валерійович (16 листопада 1977, с. Гаврилівці Кам’янець-Подільського району Хмельницької області — 18 лютого 2014, м. Київ) — український агроном, громадський активіст, учасник Революції Гідності, Герой України (посмертно).
Народився 16 листопада 1977 року в селі Гаврилівці Кам’янець-Подільського району Хмельницької області.  
У 1993 році закінчив Гавриловецьку ЗОШ І–ІІ ступенів, а в 1995 році — Жванецьку ЗОШ І–ІІІ ступенів. У 1995–1997 роках проходив строкову службу у Збройних силах України.  
У 1997 році вступив до Уманського університету садівництва (нині — Уманський національний університет садівництва) за спеціальністю «агроном-садівник». Закінчив навчання у 2002 році.  
Працював у приватному підприємстві «Едем», займався ландшафтним дизайном. Брав участь у міжнародних симпозіумах із питань садівництва.  
Загинув 18 лютого 2014 року під час Революції Гідності на Майдані Незалежності в Києві, захищаючи права і свободи громадян України.  
Посмертно присвоєно звання Героя України.  

### Родина
- донька — Васільцова Іванна Віталіївна (нар. 2007)
- донька — Васільцова Дарина Віталіївна (нар. 2012)

## Войт Олександр Олександрович

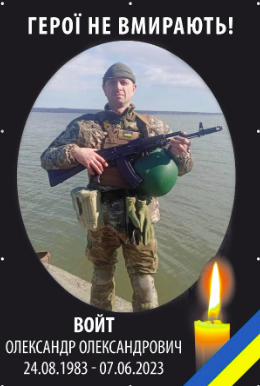
Войт Олександр Олександрович

Войт Олександр Олександрович (24 серпня 1983, с. Малинівці Кам’янець-Подільського району Хмельницької області — 7 червня 2023, с. Золота Нива Донецької області) — український військовослужбовець, матрос 37-ї окремої бригади морської піхоти Збройних сил України, учасник російсько-української війни.
Народився 24 серпня 1983 року в селі Малинівці Кам’янець-Подільського району Хмельницької області. Навчався у Гринчуцькій загальноосвітній школі III ступенів. Після закінчення школи вступив до Кам’янець-Подільського коледжу, де здобув спеціальність тракториста.  
Проходив строкову службу у Збройних силах України. У 2012 році одружився та переїхав до села Ситківці Вінницької області. Працював будівельником у Києві.  
14 січня 2023 року був мобілізований до лав Збройних сил України. Служив матросом у складі 37-ї окремої бригади морської піхоти.  
Загинув 7 червня 2023 року під час бойового зіткнення з силами противника поблизу села Золота Нива Донецької області.  
Похований у селі Ситківці Райгородської громади Вінницької області з військовими почестями.  

## Гусаков Юрій Геннадійович

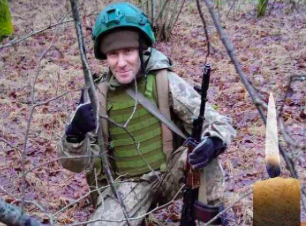
Гусаков Юрій Геннадійович

Дата і місце народження: 8 квітня 1971 року, с. Руда Кам’янець-Подільського району Хмельницької області.  
Звання: солдат.  
Посада: розвідник.  
Підрозділ: розвідувальний взвод 1-го стрілецького батальйону військової частини А0998.  
Освіта: Кам’янець-Подільська ЗОШ №12; курси електрика.  
Сімейний стан: розлучений.  
Син — Гусаков Владислав Юрійович (1995 р.н.);  
мати — Гусакова Світлана Миколаївна (1939 р.н.).  
Обставини загибелі: у березні під час обстрілу противником позицій батальйону в районі н. п. Північне Донецької області зник безвісти. 15.06.2023 року тіло Юрія було опізнано.  
Місце поховання: кладовище с. Руда Кам’янець-Подільського району Хмельницької області.  
Нагороди: даних немає.  

## Іванюк Сергій Васильович

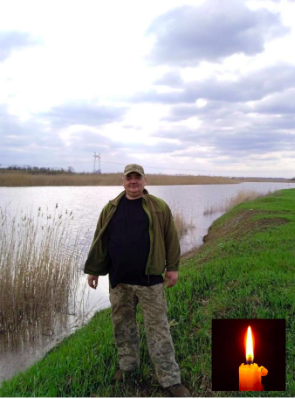
Іванюк Сергій Васильович

Іванюк Сергій Васильович (4 грудня 1979, с. Вітківці Кам’янець-Подільського району Хмельницької області — 7 вересня 2023, с. Новоєгорівка Сватівського району Луганської області) — український військовослужбовець, учасник російсько-української війни.
Народився 4 грудня 1979 року в селі Вітківці Кам’янець-Подільського району Хмельницької області, де здобув початкову освіту. Середню освіту отримав у Вигодській загальноосвітній школі І–ІІІ ступенів Тернопільської області.  
Проходив службу у Збройних силах України. Проживав і працював у місті Кам’янець-Подільський. Був одружений з Іванюк Оленою Валентинівною, разом виховували сина та доньку.  
Загинув 7 вересня 2023 року під час виконання бойового завдання поблизу села Новоєгорівка Сватівського району Луганської області.  
У рідному селі у скорботі залишилися мати — Іванюк Валентина Григорівна та бабуся — Ількович Софія Іванівна.  

## Карпяк Василь Петрович

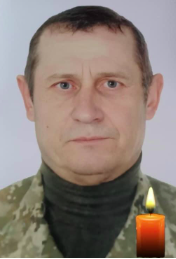
Карпяк Василь Петрович

Карпяк Василь Петрович (27 червня 1966, с. Атаки — 23 січня 2025, м. Кам’янець-Подільський, Хмельницька область) — український військовослужбовець, учасник російсько-української війни.
Народився 27 червня 1966 року в селі Атаки, де провів дитинство та юність. Згодом одружився та переїхав до села Жванець Кам’янець-Подільського району Хмельницької області.  
У 2014 році став на захист України у складі Збройних сил України.  
Помер 23 січня 2025 року у шпиталі після тривалої хвороби.  
Похований на кладовищі села Жванець Кам’янець-Подільського району Хмельницької області.  

## Квасний Захар Андрійович

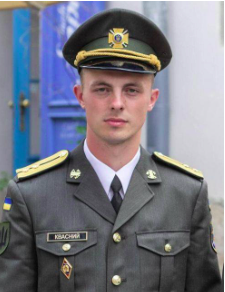
Квасний Захар Андрійович

Квасний Захар Андрійович (13 серпня 1999, с. Руда Кам’янець-Подільського району Хмельницької області — 25 лютого 2022, с. Горенка Бучанського району Київської області) — український військовослужбовець, лейтенант Збройних сил України, учасник російсько-української війни, кавалер ордена «За мужність» III ступеня (посмертно).
Народився 13 серпня 1999 року в селі Руда Кам’янець-Подільського району Хмельницької області. У 2015 році вступив до Кам’янець-Подільського ліцею з посиленою військово-фізичною підготовкою. Мав високі спортивні досягнення, був чемпіоном України та призером чемпіонату світу з універсального бою.  
Після закінчення ліцею навчався на факультеті інженерних військ Національної академії сухопутних військ імені Петра Сагайдачного, де був командиром відділення та відзначався високими результатами у навчанні.  
Після випуску проходив службу у військовій частині на Вінниччині на посаді командира інженерно-саперного взводу.  
24 лютого 2022 року підрозділ під його командуванням був відряджений у передмістя Києва для протидії колонам російської бронетехніки. 25 лютого 2022 року під час бою поблизу села Горенка Бучанського району Київської області він зник безвісти.  
6 березня 2022 року стало відомо, що лейтенант Квасний Захар Андрійович загинув під час виконання бойового завдання.  

### Нагороди
- Орден «За мужність» III ступеня (посмертно).

## Кириченко Олександр Сергійович

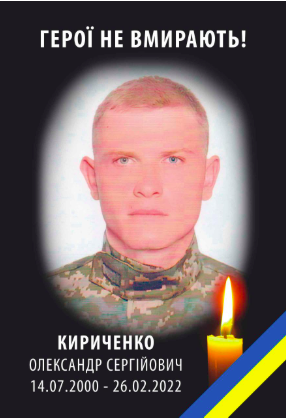
Кириченко Олександр Сергійович

Кириченко Олександр Сергійович (14 липня 2000, с. Жванець Кам’янець-Подільського району Хмельницької області — 26 лютого 2022, с. Шилова Балка Бериславського району Херсонської області) — український військовослужбовець, старший солдат 80-ї окремої десантно-штурмової бригади Збройних сил України, учасник російсько-української війни. Кавалер ордена «За мужність» ІІІ ступеня (посмертно).
Народився 14 липня 2000 року в селі Жванець Кам’янець-Подільського району Хмельницької області. Навчався у Жванецькій ЗОШ І–ІІІ ступенів та Кам’янець-Подільському коледжі культури і мистецтв.  
Служив у Збройних силах України у складі 80-ї окремої десантно-штурмової бригади, мав військове звання старший солдат.  
Загинув 26 лютого 2022 року під час бойових дій у районі проведення операції Об’єднаних сил поблизу села Шилова Балка Бериславського району Херсонської області внаслідок артилерійського обстрілу.  
Похований у селі Жванець Кам’янець-Подільського району Хмельницької області.  

### Нагороди
- Орден «За мужність» ІІІ ступеня (посмертно) — згідно з Указом Президента України № 397 від 8 червня 2022 року.

## Коваль Олександр Іванович

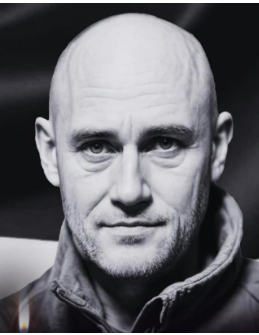
Коваль Олександр Іванович

Коваль Олександр Іванович (25 травня 1973, с. Руда Кам’янець-Подільського району Хмельницької області — 8 червня 2024, м. Вовчанськ Харківської області) — український військовослужбовець, учасник російсько-української війни.
Народився 25 травня 1973 року в селі Руда Кам’янець-Подільського району Хмельницької області у багатодітній родині військовослужбовця (мав двох братів та сестру). Закінчив Рудську восьмирічну школу, а у 1988 році вступив до Професійно-технічного училища №6 у місті Кам’янець-Подільський.  
Після закінчення навчання проходив строкову службу в Чернігові. Повернувшись, працював на хлібопекарні в селі Руда різноробочим, де познайомився зі своєю майбутньою дружиною Олександрою.  
Згодом проживав у місті Кам’янець-Подільський, працював будівельником. Мав сина Артура, який став професійним будівельником, та доньку Катерину, що закінчила школу.  
Загинув 8 червня 2024 року під час виконання бойового завдання поблизу міста Вовчанськ Харківської області.  
Похований у рідному краї.  

## Корнєєв Анатолій Петрович

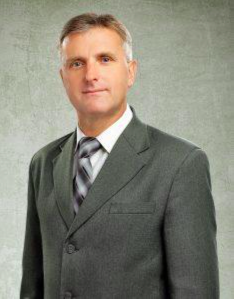
Корнєєв Анатолій Петрович

Корнєєв Анатолій Петрович (23 січня 1961, с. Цвіклівці Перші Кам’янець-Подільського району Хмельницької області — 20 лютого 2014, м. Київ) — український військовий, громадський діяч, сільський голова Рудської сільської ради Кам’янець-Подільського району (2010–2014), учасник Революції Гідності. Загинув під час розстрілів на вулиці Інститутській у Києві.  
Народився 23 січня 1961 року в селі Цвіклівці Перші Кам’янець-Подільського району Хмельницької області. Після закінчення Жванецької середньої школи вступив до Кам’янець-Подільського вищого військово-інженерного училища імені Харченка, яке закінчив у 1982 році.  
Службу проходив у складі радянських військ у Німецькій Демократичній Республіці, згодом у Далекосхідному військовому окрузі. У 1990 році звільнений з армії за скороченням штатів.  
З 1991 року працював у ЗАТ «Хлібокомбінат» м. Кам’янець-Подільський на посаді менеджера у с. Гаврилівці. З 16 листопада 2010 року по 20 лютого 2014 року обіймав посаду сільського голови Рудської сільської ради Кам’янець-Подільського району.  
Загинув 20 лютого 2014 року від снайперської кулі під час подій Євромайдану на вулиці Інститутській у Києві.  
Похований на кладовищі села Руда Кам’янець-Подільського району Хмельницької області.  

### Родина
- дружина — Корнєєва Людмила Михайлівна (нар. 1963)
- син — Корнєєв Віталій Анатолійович (нар. 1985)
- дочка — Бак Дар’я Анатоліївна (нар. 1989), проживає у Швеції.

## Коровін Віталій Павлович

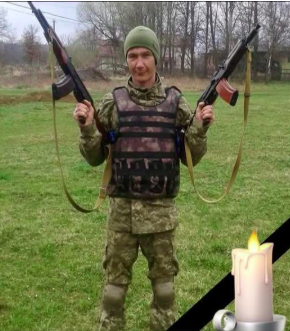
Коровін Віталій Павлович

Коровін Віталій Павлович (1992, с. Кізя-Кудринецька Кам’янець-Подільського району Хмельницької області — 29 червня 2025, с. Рижівка Сумської області) — український військовослужбовець, учасник російсько-української війни.
Народився 1992 року в селі Кізя-Кудринецька Кам’янець-Подільського району Хмельницької області. Навчався у Слобідсько-Рихтівському ліцеї.  
Служив у лавах Збройних сил України у військовій частині А4706.  
29 червня 2025 року зник безвісти під час бойових дій поблизу села Рижівка Сумської області. Згодом було підтверджено його загибель.  
Похований на кладовищі в рідному селі Кізя-Кудринецька.  

## Латюк Артем Володимирович

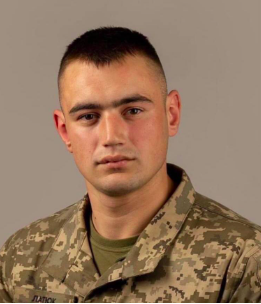
Латюк Артем Володимирович

Латюк Артем Володимирович (25 червня 2000, с. Цвіклівці Перші Кам’янець-Подільського району Хмельницької області — 26 липня 2023, с. Роботине Токмацького району Запорізької області) — український військовослужбовець, лейтенант Збройних сил України, командир танкового взводу, учасник російсько-української війни. Кавалер ордена «За мужність» III ступеня (посмертно).
Народився 25 червня 2000 року в селі Цвіклівці Перші Кам’янець-Подільського району Хмельницької області. Навчався у Гавриловецькій ЗОШ імені Васільцова Віталія Валерійовича (Героя «Небесної сотні»), у ВПУ №14 м. Кам’янець-Подільський, де здобув професію електрогазозварника. Згодом вступив до Національної академії сухопутних військ імені гетьмана Петра Сагайдачного у Львові.  
Служив у відділенні управління командира танкової роти танкового батальйону в/ч А4712, командиром третього танкового взводу.  
Загинув 26 липня 2023 року під час виконання бойового завдання внаслідок атаки ворожого безпілотного літального апарату поблизу села Роботине Токмацького району Запорізької області.  
Похований на кладовищі села Гаврилівці Кам’янець-Подільського району Хмельницької області.  

### Родина
- батько — Латюк Володимир Володимирович (нар. 1977)
- мати — Латюк Людмила Михайлівна (нар. 1980)
- сестра — Таралевич Олександра Едуардівна (нар. 2014)

### Нагороди
- Орден «За мужність» III ступеня (посмертно)
- Відзнака «За взірцевість у військовій службі»
- Медаль «Учасник військового параду»

## Маслянко (Сковородніков) Леонід Олександрович

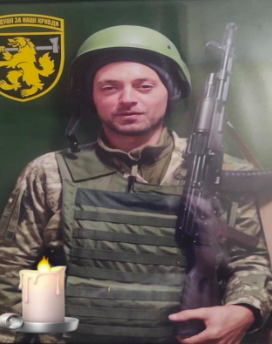
Маслянко (Сковородніков) Леонід Олександрович

Маслянко (Сковородніков) Леонід Олександрович (1979, с. Руда Кам’янець-Подільського району Хмельницької області — 21 листопада 2023, м. Селидове Покровського району Донецької області) — український військовослужбовець, учасник російсько-української війни.
Народився 1979 року в селі Руда Кам’янець-Подільського району Хмельницької області.  
21 листопада 2023 року загинув під час виконання бойового завдання в районі населеного пункту Селидове Покровського району Донецької області.  
Похований у рідному краї.  

## Павлуцький Сергій Валерійович

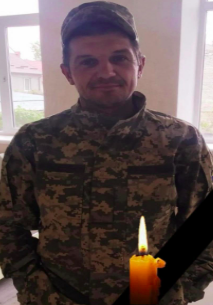
Павлуцький Сергій Валерійович

Павлуцький Сергій Валерійович (24 березня 1986, с. Жванець Кам’янець-Подільського району Хмельницької області — 21 липня 2025, с. Яблунівка Сумського району Сумської області) — український військовослужбовець, учасник російсько-української війни.
Народився 24 березня 1986 року в селі Жванець Кам’янець-Подільського району Хмельницької області.  
Проходив військову службу у кулеметному взводі стрілецького батальйону в/ч А1815.  
Загинув 21 липня 2025 року під час виконання бойового завдання в районі села Яблунівка Сумського району Сумської області.  
Похований у рідному краї.  

## Розум’як Вадим Андрійович

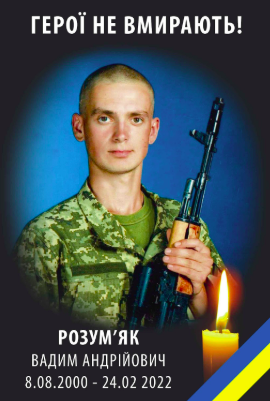
Розум’як Вадим Андрійович

Розум’як Вадим Андрійович (8 серпня 2000, с. Ластівці Кам’янець-Подільського району Хмельницької області — 24 лютого 2022, с. Брилівка Херсонської області) — український військовослужбовець, солдат Збройних сил України, учасник російсько-української війни.
Народився 8 серпня 2000 року в селі Ластівці Кам’янець-Подільського району Хмельницької області, де здобув середню освіту. Після школи вступив до Кам’янець-Подільського індустріального технікуму, де навчався за спеціальністю «гірник». Проходив строкову службу у Збройних силах України.  
Після початку повномасштабного вторгнення Росії в Україну вступив на контрактну службу. Служив у зенітно-ракетно-артилерійському дивізіоні на посаді водія відділення зенітного артилерійського взводу (в/ч А1619).  
24 лютого 2022 року о 08:55 загинув під час виконання завдання поблизу села Брилівка Херсонської області, коли автомобіль ЗІЛ-131, у якому він перебував, був знищений авіаційним ударом російських військ.  
Похований у Херсонській області.  

## Самарджієв Олександр Варламович

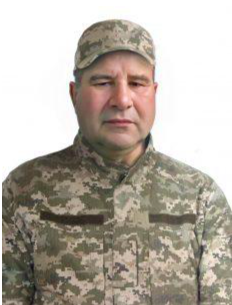
Самарджієв Олександр Варламович

Самарджієв Олександр Варламович (14 серпня 1966, с. Гаврилівці, Кам’янець-Подільський район, Хмельницька область — 24 серпня 2022, смт Чаплинка, Донецька область) — український військовослужбовець, сержант, механік-водій-електрик, бригадир артилерійської групи військової частини А0998, учасник російсько-української війни. Кавалер ордена «За мужність» III ступеня (посмертно).
Народився 14 серпня 1966 року в селі Гаврилівці Кам’янець-Подільського району Хмельницької області. Навчався у Гавриловецькій ЗОШ (8 класів), а потім у Кам’янець-Подільському ПТУ №6, де здобув професію електрика.  
Служив у Збройних силах України, обіймав посаду механіка-водія-електрика, бригадира артилерійської групи у військовій частині А0998, у складі відділення управління командира батареї 4-го самохідно-артилерійського батальйону 2-ї самохідно-артилерійської дивізії.  
24 серпня 2022 року загинув під час ракетного удару в смт Чаплинка Донецької області при посадці особового складу у вагони.  
Похований на кладовищі в селі Гаврилівці Кам’янець-Подільського району Хмельницької області.  

### Родина
- цивільна дружина — Самарджієва Тетяна Миколаївна (нар. 1971)

### Нагороди
- Орден «За мужність» III ступеня (посмертно)

## Семенюк Олександр Григорович

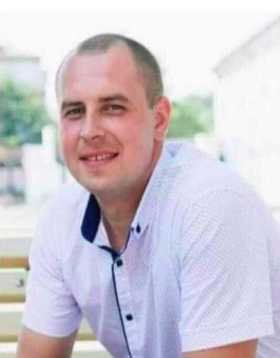
Семенюк Олександр Григорович

Семенюк Олександр Григорович (17 листопада 1986, с. Ластівці Кам’янець-Подільського району Хмельницької області — 17 березня 2022, м. Маріуполь Донецької області) — український військовослужбовець, головний сержант, інспектор прикордонної служби, учасник російсько-української війни. Кавалер ордена «За мужність» III ступеня (посмертно).
Народився 17 листопада 1986 року в селі Ластівці Кам’янець-Подільського району Хмельницької області, де здобув середню освіту. Після школи вступив до Кам’янець-Подільського медичного училища, згодом навчався в Кам’янець-Подільському національному університеті імені Івана Огієнка.  
Проходив строкову службу у Збройних силах України.  
З початком повномасштабного вторгнення Росії в Україну став на захист держави. Служив головним сержантом — інспектором прикордонної служби 3-ї категорії, санітарним інспектором 2-го відділення інспекторів прикордонної служби у складі відділу прикордонної служби «Сартана» (тип Б) 1-го прикордонного загону Східного регіонального управління.  
Загинув 17 березня 2022 року під час виконання бойового наказу з оборони міста Маріуполь.  
Похований у селі Ластівці Кам’янець-Подільського району Хмельницької області.  

### Родина
- дружина — Семенюк Наталія Тадеушівна
- син Владислав (нар. 2018)
- дочка Іванна (нар. 2012)
- мати — Семенюк Валентина Миколаївна

### Нагороди
- Орден «За мужність» III ступеня (посмертно)

## Слободя́н Едуард Геннадійович

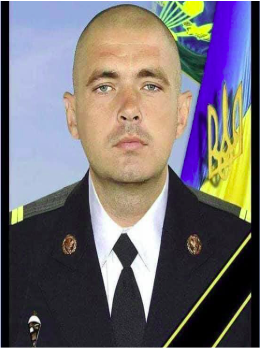
Слободя́н Едуард Геннадійович

Слободя́н Едуард Геннадійович (29 травня 1986, с. Гринчук Кам’янець-Подільського району Хмельницької області — 5 вересня 2014, Слов’яносербський район Луганської області) — український військовослужбовець, молодший сержант 80-ї окремої десантно-штурмової бригади Збройних сил України, учасник російсько-української війни. Кавалер ордена «За мужність» III ступеня (посмертно).
Народився 29 травня 1986 року в селі Гринчук Кам’янець-Подільського району Хмельницької області. Навчався у Гринчуцькій загальноосвітній школі І–ІІ ступенів, після закінчення якої вступив до Кам’янець-Подільського медичного училища. Після навчання проходив строкову службу у складі 80-ї окремої десантно-штурмової бригади.  
1 серпня 2014 року був мобілізований. Після проходження навчання на Яворівському полігоні наприкінці серпня вирушив на Луганщину. Обіймав посаду навідника, мав військове звання молодший сержант.  
5 вересня 2014 року колона військових у складі п’яти БТР та двох танків, що рухалася з селища Металіст (Слов’яносербський район) до міста Щастя, потрапила в засідку між селами Стукалова Балка та Цвітні Піски. У ході бою БТР №129, у якому перебував Слободян, підірвався на фугасі. Більшість військовослужбовців 3-го взводу 5-ї роти батальйону зникли безвісти.  
Едуард Слободян загинув у цьому бою. Його поховали з військовими почестями як тимчасово невстановленого захисника України у місті Старобільськ. У березні 2018 року його особу ідентифікували за допомогою ДНК-експертиз, після чого 14 квітня 2018 року перепоховали на Алеї Слави кладовища міста Кам’янець-Подільський. У місті було оголошено день жалоби.  

### Нагороди
- Орден «За мужність» III ступеня (2019, посмертно)

## Тимків Іван Михайлович

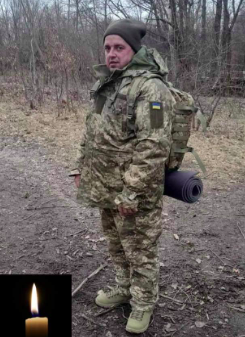
Тимків Іван Михайлович

Тимків Іван Михайлович (31 березня 1983, с. Кудринці Кам’янець-Подільського району Хмельницької області — 2 жовтня 2023, с. Роботине Запорізької області) — український військовослужбовець, учасник російсько-української війни.
Народився 31 березня 1983 року в селі Кудринці Кам’янець-Подільського району Хмельницької області у багатодітній сім’ї. Навчався в Кудринецькій загальноосвітній школі І–ІІІ ступенів. Після закінчення 9-го класу вступив до професійного училища у місті Кам’янець-Подільський, де здобув професію шофера.  
Працював на заводі «Гіпсовик», після чого проходив строкову службу у Збройних силах України в місті Харків. Повернувшись, знову працював на заводі «Гіпсовик». У 2006 році одружився. Тривалий час працював у Республіці Польща.  
У лютому 2023 року був мобілізований. Проходив навчання у Великій Британії.  
Загинув 2 жовтня 2023 року під час виконання бойового завдання в районі села Роботине Запорізької області внаслідок мінометного обстрілу.  
Похований у рідному краї.  

## Тіщенко Сергій Олександрович

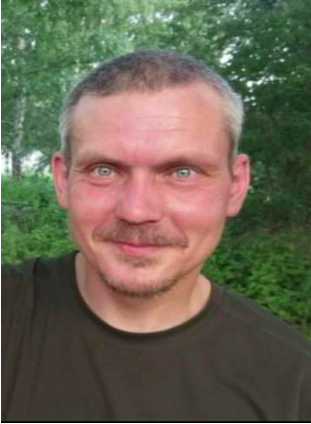
Тіщенко Сергій Олександрович

Тіщенко Сергій Олександрович (12 січня 1985, Київ — 10 червня 2022, с. Ниркове — с. Миколаївка, Сєвєродонецький район, Луганська область) — український військовослужбовець, учасник російсько-української війни.  
Народився 12 січня 1985 року у місті Київ. Закінчив місцеву школу, згодом отримав середньо-спеціальну освіту за спеціальністю слюсар-електрик. Працював у Київському метрополітені слюсарем-електриком з ремонту вагонів метро. Також працював в охороні «ТОП ГАРД Сек’юріті», де неодноразово отримував подяки й премії за сумлінне виконання обов’язків.  
У грудні 2020 року підписав контракт на проходження служби у Збройних силах України, військова частина А4267.  
Загинув 10 червня 2022 року під час ведення бойових дій у напрямку населених пунктів Ниркове — Миколаївка Сєвєродонецького району Луганської області.  
Залишилися цивільна дружина Інна Валентинівна, син Руслан (2008 р.н.) та мати Лариса Павлівна (1960 р.н.).  

## Федонюк Володимир Володимирович

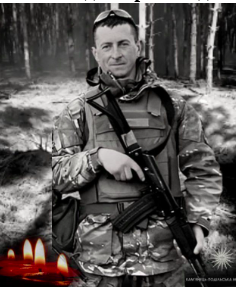
Федонюк Володимир Володимирович

Федонюк Володимир Володимирович (29 липня 1983, с. Волиця-Польова Теофіпольського району Хмельницької області — 2 червня 2023, м. Київ) — український військовослужбовець, учасник російсько-української війни.  
Народився 29 липня 1983 року в селі Волиця-Польова Теофіпольського району Хмельницької області. Навчався у Волиця-Польовій ЗОШ, пізніше — у Теофіпольському ПТУ, де здобув спеціальність кухаря.  
Служив у складі 1-го аеромобільного відділення, 1-го аеромобільного взводу, 1-ї аеромобільної роти аеромобільного батальйону в/ч А0224 на посаді стрільця – помічника гранатометника.  
Був розлучений. Мав двох синів — Андрія (2005 р.н.) та Віталія (2007 р.н.).  
19 травня 2023 року отримав поранення під час виконання бойового завдання біля н. п. Красногорівка Донецької області. Помер 2 червня 2023 року у Київській міській клінічній лікарні швидкої допомоги.  
Похований на міському кладовищі «Алея слави» м. Кам’янця-Подільського.  

## Хміль Олег Володимирович

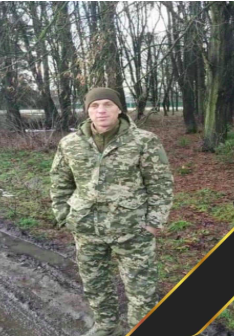
Хміль Олег Володимирович

Хміль Олег Володимирович (19 вересня 1985, с. Гринчук Кам’янець-Подільського району Хмельницької області — 4 липня 2023, м. Лиман Донецької області) — український військовослужбовець, солдат-стрілець 42-ї окремої механізованої бригади Збройних сил України; учасник російсько-української війни.
Народився 19 вересня 1985 року в селі Гринчук Кам’янець-Подільського району Хмельницької області. Навчався у Гринчуцькій загальноосвітній школі І–ІІ ступенів. Після її закінчення вступив до Кам’янець-Подільського професійно-технічного училища, де здобув професію столяра.  
Мобілізований 15 грудня 2022 року. Після проходження навчання на полігоні наприкінці червня 2023 року був відправлений на Донеччину. Проходив службу на посаді солдата-стрільця 42-ї окремої механізованої бригади.  
Загинув 4 липня 2023 року під час боїв поблизу міста Лиман Краматорського району Донецької області. Похований із військовими почестями у рідному селі Гринчук.  
Без Олега лишилися мати та донька (2007 р.н.). 

## Шушков Олександр Валерійович

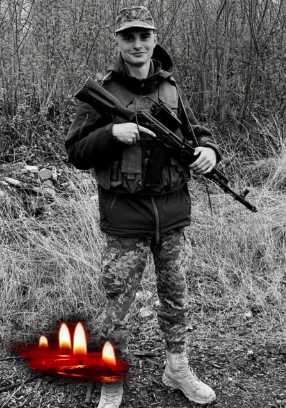
Шушков Олександр Валерійович

Шушков Олександр Валерійович (28 грудня 2000, м. Кам’янець-Подільський Хмельницької області — 26 вересня 2022, с. Зелена Долина Донецької області) — український військовослужбовець, сапер інженерно-саперного відділення інженерно-саперного взводу 321-го окремого інженерного батальйону Збройних сил України; учасник російсько-української війни.  
Народився 28 грудня 2000 року в місті Кам’янець-Подільський Хмельницької області. Навчався у місцевій школі №10.  
Закінчив Кам’янець-Подільський коледж за спеціальністю «Монтаж і експлуатація електроустаткування підприємств і цивільних споруд». Згодом продовжив навчання у Кам’янець-Подільському коледжі за спеціальністю «Фінанси, банківська справа та страхування».  
Любив проводити час із друзями, їздити на велосипеді, відпочивати на природі. Цікавився комп’ютерними технологіями.  
З початком повномасштабної війни служив сапером інженерно-саперного відділення інженерно-саперного взводу 321-го окремого інженерного батальйону. Виконував бойові завдання на передовій та щиро вірив у перемогу України.  
Загинув 26 вересня 2022 року від вогнепального поранення під час бою біля села Зелена Долина на Донеччині. Попри евакуацію до шпиталю, через дві години після поранення його серце зупинилося.  
Похований на міському кладовищі «Алея слави» в місті Кам’янець-Подільський.    